# Oemophanes brunneus
Oemophanes brunneus là một loài bọ cánh cứng trong họ Cerambycidae.